# Cantone di Mera
Il cantone di Mera è un cantone dell'Ecuador che si trova nella provincia del Pastaza.
Il capoluogo del cantone è Mera.